# 反正我很閒
反正我很閒是一個臺灣的YouTube頻道，團隊目前由鍾佳播、陳奕凱、趙福臨組成。以荒诞主义喜劇的方式討論各種主題，含括了社會政治、哲學思考、男女情感、都市傳說等，其中以諷刺資本主義和反抗體制的內容為最主要特色。鏡頭則是以跳脫YouTuber慣用的跳接剪輯、刻意粗糙的影像，以及縮放鏡頭的手法呈現，來區分本身從事影視工作的專業拍片與下班後的頻道娛樂拍片。

## 特色
影片前期依然可以看見長鏡頭的拍攝手法，而後漸漸摸索出刻意粗糙的畫質和跳接剪輯等獨樹一格的特色。拍攝器材僅使用智慧型手機iPhone，製造出時而失焦、白平衡失控、偶爾拍到手指和鏡頭晃動的「笑果」。同時大量使用跳接的方式剪輯影片，一方面是為了控制影片長度，以保留住YouTube觀眾看完影片的耐心，一方面則是因為本業為拍片相關行業，故意嘲弄搞笑而產生。
影片題材來自於日常生活，市井小民面對的壓力與窘境，例如貪婪的房東以及不給加班費的慣老闆，衍生出反抗資本主義及反對體制的左膠觀點；或由一個有意思的主題發想而來，例如「構造改革」源自於一件寫有「構造改革」的日本暴走族特攻服，「卑鄙源之助」靈感源自於《櫻桃小丸子》中苦悶的永澤和卑鄙的藤木，「人民的法槌」旨在表達無法突破體制的高牆；羅馬競技生死鬥的契機則是鍾佳播和陳奕凱兩人高中時很迷時代劇暴坊將軍和山田洋次的武士三部曲電影《黃昏清兵衛》、《隱劍鬼爪》和《武士的一分》。
影片中的台詞也經過思索琢磨，設計出琅琅上口好記的洗腦台詞，搭配簡單的肢體動作，例如「浪漫Duke，帶你找到屬於你的浪漫。」搭配用拇指和食指比著愛心、又如「卑鄙…源之助」說完搓著手指竊笑、以及比劃交錯十指的「量子糾纏」，抑或是高舉握拳的右手吶喊著「這隻手，今天已經不是我的手；這隻手，是人民的手、人民的意志、人民的法槌。今天他不捶倒資本主義的高牆，他不放下。」等等，在網路上引起模仿浪潮，可謂迷因製造機。
團隊成員對臺灣的獨立音樂有著高度推崇，許多短片皆以音樂祭或地下樂團為拍攝背景，甚至自組了一個同名樂團反正我很閒參與音樂祭演出。而頻道中時常出現的「耶太嘎」（イェッタイガー）則是以前混跡於地下偶像場時喊的mix，由於特別喜歡才在影片作品裡加入了這個素材。

## 演員

### 固定班底
| 演員              | 劇中化名     | 簡介 |
| ----------------- | ------------ | --- |
| 鍾佳播            | （本名演出） | 1991年7月8日生，銘傳大學廣播電視學系畢業。於反正我很閒影片中經常飾演批判者、精神導師、擺爛的人等角色。 |
| 陳奕凱            | 樂咖         | 崑山科技大學視訊傳播設計系畢業，國立臺灣藝術大學電影學系碩士。曾以《偷偷》入圍第56屆金馬獎最佳劇情短片。於反正我很閒影片中經常飾演苦悶的、被壓榨的一般老百姓，或是資方慣老闆、慣房東的角色。顏藝「面癱」是其特色。 |
| 趙福臨            | 福林         | 與鍾佳播和陳奕凱在工作上認識。於反正我很閒影片中擔任掌鏡人以及飾演觀眾的視角（講口白不露面），偶爾說些風涼話吐槽另外兩位演員。在「數位列寧」和「鱷魚術」片中有較多激動的台詞。                                     |
| 李基誥 （已退出） | 猛將         | 反正我很閒頻道前期的掌鏡人，因與老闆鍾佳播發生勞資糾紛而退出團隊。在影片中是「小麥」的男友，曾經到日本打工度假「屍骨未寒」。                                                                                       |

### 非固定演員
| 演員                  | 角色                        | 簡介 |
| --------------------- | --------------------------- | --- |
| 曾士權                | 陳國賢、 導演、 老闆        | 時常出現在反正我很閒影片中（陳國賢此名是鍾佳播看到公車後方司機名稱所來的）。 |
| 陳冠頤                | 製片、 正義哥、 阿忠        | 時常出現在反正我很閒影片中。和曾士權長相極為相似，兩人曾在反正我很閒影片中合演「地獄兄弟」。 |
| 河馬宋                | 孤單山姆                    | 反正我很閒「孤單山姆」系列的主角，人設為容易暴怒的邊緣人。本職為攝影指導與燈光總監。 |
| 陳楚儀                | 小麥                        | 國立臺灣藝術大學電影學系碩士。公視學生劇展《團圓節》導演。在反正我很閒多部影片中擔任女角，往往毀了鍾佳播或樂咖的計畫，因而網友常回覆「又是這個女的在雷」。目前返回中國大陸擔任短片導演以及美術指導。 |
| 郭佩萱                | 小美                        | 在反正我很閒「量子糾纏」、「浪漫Duke-浪漫突進」、「守護地球之戰」、「為愛下廚」等影片中擔任女角。現為草口未影像工作室導演。                                                                          |
| 梁丹郡                | 曼達                        | 在反正我很閒「佛洛伊德」、「惡魔貓男」等影片中擔任女角。現為獨立樂團甜約翰鍵盤手以及I Mean Us主唱兼鍵盤手。                                                                                          |
| 甘紫羚                | 小花、 Hana                 | 在反正我很閒「私約小模大公開」、「夸父追日」、「贖罪之路」、「李爾王」等數部影片中擔任女角。本職為演員。                                                                                             |
| 莊蜜                  | 希瓦娜絲、 冰雪煞心         | 在反正我很閒「最後的魔族王子」、「怒狼破的淚」等數部影片中擔任女角。本職為化妝師，經常協助反正我很閒角色的妝扮。                                                                                     |
| 梁洳瑄                | (本名演出)                  | 在反正我很閒「交友跟蹤狂」、「戰勝名為人生的怪物」、「偷偷愛上學長」等數部影片中擔任女角。本職為演員。                                                                                               |
| 踢那 (Tsun-Hui Chang) | 老闆娘、 曉夢               | 在反正我很閒「老闆的教誨」、「愛的時光隧道」等影片中擔任女角。本職為貼圖插畫家，經營Youtube頻道「踢那的虛度日常」。                                                                                  |
| 林嫣                  | 小莎、 小艾                 | 在反正我很閒「注定失戀的愛情」、「失戀男的殼」等影片中擔任女角。本職為演員。 |
| 李韋熹                | 昭和股王、 Amber、 紅衣厲鬼 | 在反正我很閒「解憂通靈師」、「山中的老禪」、「鬼壓床惡夢」等影片中擔任女角。本職為演員。 |
| 顏伯聖                | 三弟、 威士忌沼澤           | 在反正我很閒「黃金三兄弟」影片中飾演三弟，在「威士忌沼澤」影片中飾演同名人物。現為獨立樂團「餵飽豬」和「類比梭羅」的主唱。                                                                           |
| 蕭永裕                | 風紀股長、 庫德馮斯         | 在反正我很閒「最後的魔族王子」、「越王MAX：憤怒道」、「演員試鏡」、「籃球之神」等影片中參與演出。本職為演員。                                                                                        |
| 張家倫                | 飯桶、 會長                 | 在反正我很閒「大飯桶」、「失戀四大天王」影片中參與演出。現為Podcast節目台灣通勤第一品牌主持人。 |
| 楊盛堯                | 老闆                        | 在反正我很閒「聖劍海盜」、「米蟲儲備部」影片中參與演出。曾為獨立樂團「孝順一族」主唱，龐克音樂廠牌「吃到肉羹實業社」社長。                                                                           |

## 歷程
2010年鍾佳播就讀泰山高中時曾擔任班級畢業影片的導演，和陳奕凱及猛將三人是高中同班同學，大學時也就讀影視相關科系，畢業後更是以拍片為主業。
2018年6月28日，YouTube頻道「反正我很閒」創立。
2020年4月15日，發布影片《業界大牌導演 頭上三把火！電影影視劇組工作出包！攝影師傻眼！全場驚呼》，在隔日流量大增，YouTube頻道訂閱數也急遽上升，劇中台詞「啊我就怕被罵啊」等用語因搭上海軍磐石艦染疫事件，亦在批踢踢上用以調侃，在網路上變成流行迷因、蔓延發酵。
2020年7月16日，頻道上傳了首支業配影片。
2020年12月3日，頻道影片《【卑鄙源之助】卑鄙狂人：卑鄙源之助的一天！與卑鄙零距離，今年最流行的生活方式！｜反正我很閒》被YouTube官方公布為該年度台灣第九大的熱門影片；在榜單中，反正我很閒為2020年台灣第一大「快速竄升創作者」，和第二大「熱門創作者」。

## 影響
隨著頻道在2020年4月底爆紅，以及臉書社團「羅馬競技生死鬥」的推波助瀾之下，「羅馬競技生死鬥」成為高中與大專院校學生們爭相模仿的娛樂活動，並且逐漸在全台擴散。2020年5月初開始，大專院校開始舉辦全校型的競賽，由政治大學率先舉辦，接著其他各校也陸續舉行「羅馬競技生死鬥」賽事。第一屆全國大賽官方活動於2020年7月11日在台北公館PIPE舉行，並由彰化師範大學學生奪冠。

## 獎項
| 頒獎活動    | 頒獎機構   | 年份 | 提名/作品                                                           | 獎項           | 結果 |
| ----------- | ---------- | ---- | ------------------------------------------------------------------- | -------------- | ---- |
| 第3屆走鐘獎 | 上班不要看 | 2021 | 【大業配時代】流量就是一切！神秘廠商來襲！業配成功真相！feat.魏德聖 | 最佳巧妙置入獎 | 獲獎 |

## 備註
1. ↑  此為台語「躼跤（台羅字：lò-kha）」的華語諧音，意為長腿。在前期影片字幕曾使用意譯「長腳」，後期較為固定使用「樂咖」。在官方的貼文上亦使用「樂咖」。

## 外部連結
- YouTube上的反正我很閒頻道
- 反正我很閒的Facebook專頁
- 反正我很閒的Instagram帳戶